# Solange Yijika
Solange Yijika es una actriz productora de cine y activista por los derechos de las mujeres y niños camerunesa. Es la actriz más célebre de la subregión centroafricana y la figura principal del Festival Internacional de Cine de Camerún (CAMIFF).

## Biografía
Yijika es oriunda del noroeste de Camerún. Se graduó de la Universidad de Yaoundé II, Soa, Camerún.
Fue la imagen de dos carteles de la campaña contra la malaria en Camerún patrocinados por el Fondo Mundial para la lucha contra la Malaria, Tuberculosis y SIDA.
Ha participado en al menos veinte proyectos cinematográficos de Camerún y ha sido nominada en los premios AMAA y NAFCA.
Protagonizó la serie de televisión "Trials of Passion" del 2006, transmitida por CRTV, en la que interpretó el papel de "Diana". En 2008, apareció en "Mark of the Absolute", una película dirigida y producida por Asaba Ferdinand. En 2009, participó en "Land of Shadows", una película producida por Agbor Gilbert Ebot y dirigida por Zack Orji y Neba Lawrence. El mismo año, se unió al elenco de la película "Great Pain" dirigida por Neba Lawrence y, posteriormente, en "Royal Destiny", una película camerunesa que también contó con los nigerianos Emeka Ike y Tonto Dikeh. En 2012, apareció en "Troubled Kingdom", una película dirigida por Neba Lawrence, coproducida por el estadounidense Mairo Sanda y el sudafricano Fred Keyanti.
También protagonizó la película de Nollywood , "Blood or Wine", producida por Henry Neba Awantoh y Jim Iyke y dirigida por Neba Lawrence, con guion de Ruth Kadiri.
Actuó en la película "Decoded ", producida por Brenda Elung, y dirigida por Akim Macaulay y Enah Johnscott en 2013, en la que actuó junto a actores ghaneses y cameruneses como Van Vicker, Jeffery Epule y Desmond Wyte.
Fue una de los moderadores del panel de discusión de la ceremonia de entrega de premios African Achievers, celebrada el 8 de julio de 2016 en el Centro Internacional de Conferencias, Abuya, Nigeria, junto a Richard Mofe Damijo.
En la película de 2017, "Expression the Courage to Heal", dirigida por Musing Derick Tening y producida por Tessy Eseme, interpretó el papel de "Jazmine Juma". La película se estrenó en Londres.
Fue nominada a un premio en la segunda edición de los Premios CAMIFF, celebrada entre el 24 y el 29 de abril de 2017 en Buea, Camerún. Ella fue uno de los patrocinadores de la edición 2018 CAMIFF junto con Ramsey Nouah.

## Filmografía
| Año    | Título                         | Rol   | Nota                | Ref.   |
| ------ | ------------------------------ | ----- | ------------------- | ------ |
| 2017   | Expression the Courage to Heal |       |                     |        |
| 2017 - | Samba                          |       | Serie de televisión | [ 21 ] |
| 2013   | Decoded                        |       |                     |        |
| 2012   | Blood or Wine                  |       |                     |        |
| 2012   | Troubled Kingdom               |       |                     |        |
| 2009   | Royal Destiny                  |       |                     |        |
| 2009   | Great Pain                     |       |                     |        |
| 2009   | Land of Shadows                |       |                     |        |
| 2008   | Mark of the Absolute           |       |                     |        |
| 2006 - | Trials of Passion              | Diana | Serie de televisión |        |

## Nominaciones
| Año  | Evento        | Resultado |
| ---- | ------------- | --------- |
| 2017 | CAMIFF        | Nominada  |
| 2013 | SONNAH Awards | Nominada  |